# Cyrtopodion rohtasfortai
Cyrtopodion rohtasfortai là một loài thằn lằn trong họ Gekkonidae. Loài này được Khan & Tasnim mô tả khoa học đầu tiên năm 1990.